# Lena Yada
Lena Yada (Honolulú, Hawái; 12 de noviembre de 1978) es una modelo, actriz, surfista profesional y luchadora de lucha libre profesional estadounidense. Es conocida sobre todo por su paso por la World Wrestling Entertainment (WWE).

## Modelaje y surf
Yada fue primera finalista en el certamen internacional Ms. Venus Swimwear de 2002 y también fue Miss Hawaiian Tropic Japan.
Yada fue modelo de Bench Warmer International Trading Cards a partir de 2004. Volvió a aparecer en los juegos de cartas coleccionables de 2006, 2008 y 2009.
Yada compitió en los cuartos de final del World Title of Tandem Surfing de 2007, logrando clasificarse en decimotercera posición. En marzo de 2008, su pareja se clasificó en decimocuarta posición para el WTT de 2008.
Yada fue uno de los modelos de la campaña de Sprite cuando cambiaron su logotipo y se le pudo ver en anuncios, publicidad online y en cines. Yada también fue modelo de campaña dos años seguidos para Sheiki Jeans (cuya anterior modelo de campaña incluía a Jenna Jameson) y para Western Star. El último proyecto de Yada fue protagonizar el vídeo musical de Disturbed The Animal.

## Carrera profesional en la lucha libre

### World Wrestling Entertainment (2005-2008)
Yada llegó por primera vez a la World Wrestling Entertainment participando en la WWE Diva Search de 2005 y quedó entre las 30 mejores. Volvió a participar en 2007 y quedó entre las ocho finalistas y tercera de la competición. En la edición de Raw del 22 de octubre de 2007 se convirtió en la sexta concursante eliminada. Sin embargo, el 10 de noviembre de 2007, Yada fichó por la WWE e hizo su debut televisivo en SmackDown! el 4 de enero de 2008, como entrevistadora entre bastidores, entrevistando a Matt Striker y Big Daddy V.
Después de aparecer sólo una vez en SmackDown!, el 8 de enero, Yada fue transferida a ECW. Fue la anfitriona de un "Diva Dance Off" entre Kelly Kelly y Layla El, sólo para incluirse de repente al final y coronarse a sí misma como ganadora. Más tarde se convirtió en heel y unió fuerzas con Layla contra Kelly Kelly, que las había derrotado en un concurso de "Mejor Cuerpo". Yada continuó como ayudante de cámara tanto de Victoria como de Layla durante el siguiente par de semanas, pero luego Yada volvió a su papel de entrevistadora en backstage. En el verano de 2008, Yada comenzó a entrenar en las instalaciones de Ultimate Pro Wrestling en California.
Yada participó en el concurso anual de disfraces de Halloween de WWE Cyber Sunday. Yada iba disfrazado de ninja. El 3 de noviembre de 2008, en el episodio 800 de Raw, Yada ganó su debut televisado en un combate por equipos de 16 luchadoras después de que la entonces campeona femenina de la WWE, Beth Phoenix, venciera a Mae Young, aunque ella nunca fue etiquetada. El 10 de noviembre de 2008, Yada fue liberada de su contrato con la WWE apenas una semana después de su debut.

### Circuito independiente (2009)
Después de la WWE, Yada ganó su primer combate individual contra Christina Von Eerie en el show de Pro Wrestling Revolution del 6 de junio de 2009 en San Francisco (California) como parte de ChickFight, venciendo a Christina con un roll-up de colegiala.

## Vida personal
El 25 de septiembre de 2011, Yada se casó con David Draiman, el vocalista de las bandas de heavy metal Disturbed y de Device. Su hijo nació en septiembre de 2013. Se divorciaron en 2023.